# Drużynowe mistrzostwa Polski w podnoszeniu ciężarów mężczyzn
Drużynowe mistrzostwa Polski w podnoszeniu ciężarów mężczyzn – polskie rozgrywki ligowe w podnoszeniu ciężarów.
Od sezonu 1987 w rozgrywkach wprowadzono punktację Sinclaira, wedle której za start w zawodach zawodnik otrzymuje liczbę punktów obliczoną do masy swojego ciała, a nie – jak dotychczas – do wagi przynależnej kategorii.

## Edycje
| Rok  | Złoty medal             | Srebrny medal           | Brązowy medal       | Źródła              |
| ---- | ----------------------- | ----------------------- | ------------------- | ------------------- |
| 1964 |                         |                         | Śląsk Wrocław       | [ 2 ]               |
| 1968 |                         |                         | Śląsk Wrocław       | [ 2 ]               |
| 1970 | Zawisza Bydgoszcz       |                         |                     |                     |
| 1971 | Zawisza Bydgoszcz       |                         |                     |                     |
| 1972 | Zawisza Bydgoszcz       |                         |                     |                     |
| 1973 | Górnik Siemianowice     |                         |                     |                     |
| 1974 | Górnik Siemianowice     | GKS Katowice            | Legia Warszawa      | [ 3 ]               |
| 1975 | Górnik Siemianowice     | Odra Opole              |                     | [ 4 ]               |
| 1976 | Odra Opole              | Górnik Siemianowice     | Legia Warszawa      | [ 5 ] [ 4 ]         |
| 1977 | Odra Opole              | Górnik Siemianowice     | Legia Warszawa      | [ 6 ] [ 4 ]         |
| 1978 | Odra Opole              | Górnik Siemianowice     | Legia Warszawa      | [ 7 ] [ 4 ]         |
| 1979 | Odra Opole              |                         |                     | [ 4 ]               |
| 1980 | Odra Opole              | Legia Warszawa          | Górnik Siemianowice | [ 8 ] [ 4 ]         |
| 1981 | Odra Opole              |                         | Śląsk Wrocław       | [ 2 ] [ 4 ]         |
| 1982 | Odra Opole              |                         |                     | [ 4 ]               |
| 1982 | Legia Warszawa          |                         |                     |                     |
| 1983 | Legia Warszawa          | Odra Opole              | Lublinianka Lublin  | [ 9 ] [ 4 ]         |
| 1984 | Legia Warszawa          | Zawisza Bydgoszcz       | Odra Opole          | [ 10 ] [ 4 ]        |
| 1985 | Legia Warszawa          | Zawisza Bydgoszcz       | Lublinianka Lublin  | [ 11 ]              |
| 1986 | Legia Warszawa          | Odra Opole              | Zawisza Bydgoszcz   | [ 12 ] [ 4 ]        |
| 1987 | Legia Warszawa          | Odra Opole              |                     | [ 13 ] [ 4 ]        |
| 1988 | Odra Opole              |                         |                     | [ 14 ] [ 4 ]        |
| 1989 | Śląsk Tarnowskie Góry   | Śląsk Wrocław           |                     | [ 15 ] [ 2 ]        |
| 1990 | Śląsk Tarnowskie Góry   | Śląsk Wrocław           | WLKS Siedlce        | [ 16 ] [ 2 ]        |
| 1991 | Śląsk Tarnowskie Góry   | Śląsk Wrocław           |                     | [ 2 ]               |
| 1992 | Budowlani Opole         | Legia Warszawa          |                     | [ 17 ] [ 4 ]        |
| 1993 | Śląsk Wrocław           |                         |                     | [ 18 ]              |
| 1994 | Budowlani Opole         | Mazovia Ciechanów       | Śląsk Wrocław       | [ 19 ] [ 2 ] [ 4 ]  |
| 1995 | Budowlani Opole         |                         | Śląsk Wrocław       | [ 2 ] [ 4 ]         |
| 1996 | Śląsk Wrocław           |                         |                     | [ 2 ] [ 20 ]        |
| 1997 | Budowlani Opole         |                         | Śląsk Wrocław       | [ 2 ]               |
| 1998 | Mazovia Ciechanów       | Budowlani Opole         | Śląsk Wrocław       | [ 21 ] [ 2 ] [ 4 ]  |
| 1999 | Mazovia Ciechanów       |                         | Śląsk Wrocław       | [ 21 ] [ 2 ]        |
| 2000 | Mazovia Ciechanów       | WLKS Siedlce            | Start Grudziądz     | [ 21 ]              |
| 2001 | Budowlani Opole         |                         |                     | [ 4 ]               |
| 2002 | Budowlani Opole         |                         |                     | [ 4 ]               |
| 2003 | Mazovia Ciechanów       | Budowlani Opole         |                     | [ 4 ]               |
| 2004 | Budowlani Opole         | Start Otwock            | Okęcie Warszawa     | [ 22 ] [ 4 ] [ 23 ] |
| 2005 | Budowlani Opole         | Mazovia Ciechanów       | Start Otwock        | [ 24 ] [ 4 ]        |
| 2006 | Start Otwock            | Budowlani Opole         | Mazovia Ciechanów   | [ 25 ] [ 26 ] [ 4 ] |
| 2007 | Budowlani Opole         | Ekopak-Jatne OKS Otwock | Mazovia Ciechanów   | [ 27 ] [ 4 ]        |
| 2008 | Ekopak-Jatne OKS Otwock | Budowlani Opole         | Górnik Polkowice    | [ 28 ] [ 29 ] [ 4 ] |
| 2009 | Tarpan Mrocza           | Budowlani Opole         | Mazovia Ciechanów   | [ 30 ] [ 4 ]        |
| 2010 | Budowlani Opole         | Górnik Polkowice        | Tarpan Mrocza       | [ 31 ] [ 4 ]        |
| 2011 | Budowlani Opole         | Tarpan Mrocza           | Górnik Polkowice    | [ 32 ] [ 4 ]        |
| 2012 | Budowlani Opole         | Górnik Polkowice        | Tarpan Mrocza       | [ 33 ] [ 4 ]        |
| 2013 | Budowlani Opole         | Górnik Polkowice        | Tarpan Mrocza       | [ 34 ] [ 4 ]        |
| 2014 | Budowlani Opole         | Tarpan Mrocza           | Mazovia Ciechanów   | [ 35 ] [ 4 ]        |
| 2015 | Budowlani Opole         |                         |                     | [ 4 ]               |
| 2016 | Budowlani Opole         |                         |                     | [ 4 ]               |
| 2017 | Budowlani Opole         | Tarpan Mrocza           | Mazovia Ciechanów   | [ 36 ] [ 4 ]        |

## Sezon 2018
W sezonie przyjęto podział na sześć grup:
1. KPC Górnik Polkowice, KS Budowlani Opole, UKS Zielona Góra
2. MGLKS Tarpan Mrocza, LKS Budowlani Całus SGB Nowy Tomyśl, LKS Horyzont Mełno
3. CLKS Mazovia Ciechanów, ŁKS Orlęta Łuków, UKS Impuls Warszawa, KS Klimat Łapy
4. MLKS Lechia Sędziszów Małopolski II, MLKS Lechia Sędziszów Małopolski I, KPC Hejnał Kęty, GKS Andaluzja Transbed Piekary Śląskie
5. KS Raszyn, Legia 1926 Warszawa, FUKS Lotnik Warszawa
6. LKS Polwica Wierzbno, MAKS Tytan Oława, UMLKS Radomsko